# Jordan Lee
Jordan Lee is een personage uit de Amerikaanse soapserie Dallas. De rol werd vertolkt door Don Starr. Het personage werd geïntroduceerd in de achtste aflevering van het tweede seizoen op 5 november 1978. Lee is een gastpersonage dat regelmatig ten tonele verschijnt maar nooit een hoofdrol krijgt. Het laatste optreden is in de vierde aflevering van het veertiende en laatste seizoen wanneer Lee vermoord wordt.

## Personagebeschrijving
Lee is oliebaron en is aangesloten bij het kartel dat vaak zaken doet met Ewing Oil. Lee is al jaren een goede vriend van Jock Ewing. J.R. stelt Jordan voor aan zijn schoonzus Kristin Shepard. Hij wil dat Kristin slaapt met zijn zakenrelaties om zo dingen te weten en Jordan hapt toe. J.R. heeft een grote oliedeal in Zuidoost-Azië, waar het kartel maar wat graag aan wil deelnemen. J.R. wil echter de hele koek voor zichzelf tot hij ontdekt dat er een revolutie op til is waardoor de contracten waardeloos worden. Hij besluit om 75% te verkopen en na de verkoop komt er een revolutie wat leidt tot een groot verlies bij de deelnemers. De verliezen zijn groot, bankier Vaughn Leland is failliet, de man van Marilee Stone pleegt zelfmoord en ook Lee verliest veel geld.
Lee en de anderen van het kartel zorgen ervoor dat niemand nog zaken wil doen met J.R. die kort daarna neergeschoten wordt. Bobby wordt nu directeur en hij doet moeite om terug zaken te doen en verzekert het kartel dat alles nu eerlijk verloopt. Door tegenwerkingen van J.R. besluit Bobby om J.R. terug aan het roer te plaatsen. Het kartel is nog steeds niet scheutig op een samenwerking en laat weten nooit meer zaken te doen met J.R., echter J.R. zou J.R niet zijn als hij zich uit deze situatie zou redden. Hij zorgt ervoor dat er een contrarevolutie komt in Zuidoost-Azië waardoor de oliecontracten terug in handen van Ewing Oil en het kartel komen. Alles lijkt terug koek en ei. Als Jordan en Marilee met een voorstel komen voor dagbouw wijs PR-vrouw van J.R., Leslie Stewart, dit af omdat het slecht voor het imago zou zijn. Jordan is kwaad op J.R. omdat hij zich de wet laat dicteren door Leslie en daarbovenop publiceert zij nog een artikel over de negatieve punten van dagbouw waardoor het kartel nog kwader is en J.R. zich maar moeilijk uit de penibele situatie kan wurmen. Cliff Barnes ontdekt dat J.R. achter de contrarevolutie zat en daagt hem voor de rechter, Jordan moet ook getuige en doet dat niet in het voordeel van J.R. Kort daarna keer Kristin terug naar Dallas, ze heeft een kind en perst Jordan af om te zwijgen. Jordan twijfelt of het kind wel van hem is, maar besluit om te betalen en zo een schandaal te vermijden. Kristin perst ook J.R. af die er echter niet op ingaat, kort daarna verdrinkt Kristin in het zwembad op Southfork na een overdosis drugs.
Bobby wordt gecontacteerd door Jeff Farraday die de baby van Kristin heeft, hij laat bankafschriften zien waaruit blijkt dat Jordan Kristin regelmatig betaalde. Hij confronteert Jordan die zegt liever te betalen dan een schandaal te hebben. Jordan laat een bloedtest afnemen die bewijst dat hij de vader niet kan zijn. J.R. koopt veel olie op om Clayton Farlow dwars te zitten omdat Sue Ellen bij hem woont. Hij sluit een lening af van 200 miljoen dollar. De olieprijs zakt en via Afton Cooper komt Cliff te weten dat J.R. in de rats zit. Hij stelt aan Vaughn Leland en het kartel voor om de lening over te nemen zodat Ewing Oil dit aan hen moet aflossen met grote intrest. Zodra Miss Ellie hier lucht van krijgt gaat ze naar Farlow om de olie te verkopen zodat de verliezen beperkt zijn. Ze roept iedereen samen om te zeggen dat hun plannetje mislukt is en dat Jordan zich zou moeten schamen om J.R. zo een hak te zetten terwijl hij een goede vriend is van Jock.
Als J.R. een vergunning krijgt om op volle capaciteit olie te pompen stelt iedereen zich vragen omdat de markt een overschot heeft. Jordan denkt dat J.R. Ewing Oil probeert te ruïneren, hij en andere oliebaronnen geven verstek voor het huwelijk van J.R. en Sue Ellen.